# 耶路撒冷基督教青年会
耶路撒冷基督教青年会（Jerusalem International YMCA）是基督教青年会的一个分会，位于耶路撒冷，成立于20世纪初。

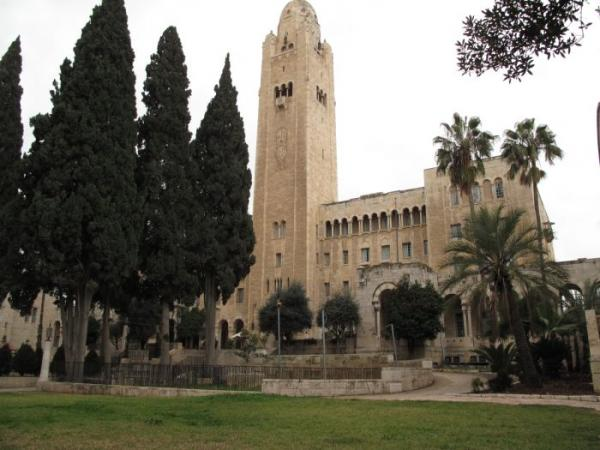
耶路撒冷基督教青年会

## 历史
1924年，基督教青年会总干事阿奇博尔德·克林顿·哈特出资一百万美元兴建青年会大楼。1928年，英国的巴勒斯坦高级专员普卢默勋爵主持了奠基仪式，其土地购买自希腊正教会。大楼于1933年4月18日举行揭幕仪式，世界各地的基督教青年会领袖都前来出席。该建筑拥有优雅的拱门、圆顶和塔楼，被世界媒体誉为文化、体育、社会和知识生活的泉源。直到1991年，基督教青年会体育场还是耶路撒冷唯一的足球场。该建筑由美国建筑师亚瑟·卢米斯·哈蒙设计，他所在的施立夫、兰姆和哈蒙建筑事务所设计了帝国大厦。耶路撒冷基督教青年会拥有全市首个温水游泳池和第一个用木地板的体育馆。以色列之声电台的第一场演唱会节目就是从基督教青年会礼堂发送。

## 体育场
基督教青年会体育场（希伯来语： אצטדיון ימק"א，Itztadion Yimka）是全市唯一的体育场馆，直到1991年。它曾是耶路撒冷贝塔足球俱乐部和耶路撒冷夏普尔足球俱乐部的主场，直到1991年特迪体育场在马勒哈建成。它已被开发商夷为平地，用于新建一个豪华住宅项目，大卫王King David's Court。

## 青年合唱团
基督教青年会耶路撒冷青年合唱团是一个跨信仰（基督徒、穆斯林和犹太人）的青年歌手组合。合唱团鼓励东耶路撒冷和西耶路撒冷的青年走到一起，通过提供一个空间，彼此进行音乐和语言的对话，使他们成为各自社区的和平领袖。
在2015年9月24日的斯蒂芬·科尔伯特晚间秀上，青年合唱团和圣若翰洗者天主堂唱诗班演唱了三犬之夜（Three Dog Night）的歌曲《普世欢腾》（Joy to the World），以庆祝教宗方济各出访美国。